# Kamāl al-Dīn ibn Yūnus
Ne doit pas être confondu avec Ibn Yunus.
'Kamal al-Din bin Younis ou Kamāl al-Dīn ibn Yūnus (nom complet : arabe : أبو الفتح كمال الدين موسى بن يونس بن محمد بن منعة الشافعي, Abū al-Fatḥ Kamāl al-Dīn Mūsá ibn Yūnis ibn Muḥammad ibn Manʿat al-Shāfiʿī), né en 1156 à Mossoul (aujourd'hui en Irak) et décédé en 1242 à Mossoul également, est un savant de la civilisation islamique, philosophe, théologien, ayant des connaissances en mathématiques et médecine.

## Biographie
Les éléments de sa biographie sont principalement connus par des témoignages de ses contemporains et montrent à quel point il fut une figure marquante de Mossoul de son vivant.
Kamāl al-Dīn ibn Yūnus est né à Mossoul le 30 mars 1156. Il étudie le droit et la théologie auprès de son père puis part vers 1175-1176 à Bagdad compléter sa formation  en droit et en philologie.
Il fut l'élève de Sharaf al-Dīn al-Tūsī (1135 - 1213) et il aurait apporté des modifications  à l'astrolabe linéaire de ce dernier.
De retour à Mossoul, il enseigne à la mosquée. Selon le biographe du XIIe siècle Ibn Khallikân, il enseigne non seulement le Coran aux musulmans, mais également la Torah et les Évangiles au dhimmis. Son savoir s'étend non seulement à la théologie et au droit mais aussi à la logique, la philosophie, la  métaphysique, la physique, et la médecine. Il connait les mathématiques, les travaux d'Euclide et d’Apollonius et l'astronomie dont l'Almageste de Ptolémée .
Il s'est également intéressé à la grammaire et la langue arabe, à l'histoire et la poésie.
Ses contemporains racontent qu'il aurait échangé sur des problèmes philosophiques ou scientifiques avec l'empereur Frédéric II  par le biais d'un émissaire de celui-ci,.
Kamāl al-Dīn ibn Yūnus meurt à Mossoul le 14 février 1242.

## Travaux mathématiques
Dans son  Commentaire sur les constructions géométriques, il reprend les trente méthodes différentes pour construire les polygones, déjà étudiés par Abū al-Wafā’ (décédé en 997) dans son Livre sur les constructions géométriques nécessaires aux artisans (Kitāb fī mā yaḥtāju al-ṣāni‘ min al-a‘māl al-handasiyya).

## Œuvres

### Mathématiques et astronomie
Principales œuvres en mathématiques et astronomie :
- (ar) Risālah fī ʿamal ʿaṣāʾ Sharaf [al-Dīn] al-Ṭūsī (رسالة في عمل عصاء شرف الدين الطوسي) « Traité sur l'œuvre de Sharaf al-Dīn al-Tūsī » ;
- (ar) Sharḥ al-aʿmāl al-handasiyyah [li Abī al-Wafāʾ[14]] (شرح الأعمال الهندسيّة) -  « Commentaire sur Les Constructions géométriques [d'Abū al-Wafā’[14]] »;
- (ar) Risālah fī al-burhān ʿalá al-muqaddimah allatī ahmalahā Arshimīdis fī kitābihi fī tasbīʿ al-dāʾirah wa-kayfiyyah ittikhādh dhālika (رسالة في البرهان على المقدّمة التي اهملها أرشميدس في كتابه في تسبيع الدائرة وكيفيّة اتّخاذ ذلك)Un traité commentant une preuve qu'Archimède aurait négligée lors de sa rectification du cercle.
- (ar) Risālah fī bayān annahu lā yumkinu an yūjada ʿadadān murabbaʿān fardān majmūʿhumā murabbaʿ ( رسالة في بيان أنّه لا يمكن ان يوجد عددان مربعّان فردان مجموعهما مربّع) Un traité prouvant que la somme de deux carrés impairs ne peut pas être un carré.
- (ar) Risālah fī bayān muqaddimatayn muhmalatay al-bayān istaʿmalahā Abulūniyūs fī awākhir al-maqālah al-ūlá min al-Makhrūṭāt (رسالة في بيان مقدمتين مهملتي البيان استعملها أبلونيوس في اواخر المقالة الأولى من المخروطات) Un traité commentant deux points de la fin du livre I du traité d'Apollonius sur les Coniques.

### Philosophie et théologie
On note aussi des écrits en philosophie et  théologie
- Dévoilement des problèmes et clarification des difficultés sur le Coran (K. Kashf al-mushkilāt wa-īḍāḥ al-muʿḍilāt fī tafsīr al-Qur’an).
- Commentaires sur le livre des instructions en jurisprudence (Sharḥ Kitāb al-Tanbīh fī l-fiqh)
- Lexique du Canon [sur la médecine d'Ibn Sīnā] (K. Mufradāt alfāẓ al-Qānūn).
- Sur les principes de la jurisprudence (K. fī l-Uṣūl).
- Les sources de la logique (K. ʿUyūn al-manṭiq).
- Une énigme en philosophie (K. Lughz fī l-ḥikmah).
- Les secrets du Sultan : sur l'astrologie (K. al-Asrār al-Sulṭāniyyah fī l-nujūm).